# Varese Ligure
Varese Ligure (en lígur: Vaise) és un comune (municipi) de la província de La Spezia, a la regió italiana de la Ligúria, situat uns 50 km a l'est de Gènova i uns 35 km al nord-oest de La Spezia.
Varese Ligure limita amb els municipis següents: Albareto, Borzonasca, Carro, Maissana, Ne, Sesta Godano i Tornolo.